# اضطراب صبغي
الاضطراب الصبغي أو الزيغ الصبغي  (بالإنجليزية: Chromosome abnormality)‏ هو جزء مفقود أو زائد أو غير طبيعي من الحمض النووي الصبغي. قد يكون الاضطراب ناتجًا عن شذوذات عددية، إذ يتواجد عدد غير نموذجي من الصبغيات، أو شذوذات هيكلية، إذ تتحور بنية صبغي واحد أو أكثر. استُخدم مصطلح الطفرة الصبغية سابقًا بالمعنى الدقيق للكلمة ليعني تغييرًا في قطعة صبغية تحوي أكثر من جين واحد. تحدث شذوذات الصبغيات عادة عند وقوع خطأ في انقسام الخلايا عقب الانقسام المنصف أو الانقسام الخيطي. يمكن الكشف عن الشذوذات الصبغية أو تأكيدها من خلال مقارنة النمط النووي للفرد، أو مجموعة كاملة من صبغياته، مع النمط النووي النموذجي للأنواع عن طريق الاختبارات الجينية.

## الشذوذ العددي
يُسمى العدد غير الطبيعي من الصبغيات اختلال الصيغة الصبغية، ويحدث عندما يفقد الفرد صبغيًا من زوج ما (ما ينتج عنه أحادي الصبغي) أو يمتلك أكثر من صبغيين في الزوج (تثلث الصبغي ورباع الصبغي.. وإلخ). قد يكون اختلال الصيغة الصبغية تامًا، ويتضمن ذلك فقدان صبغي كامل أو زيادته، أو قد يكون جزئيًا، إذ يكون جزء فقط من الصبغي مفقودًا أو زائدًا. يمكن أن يحدث اختلال الصيغة الصبغية في الصبغيات الجنسية أو الجسمية على حد سواء.
يمكن أخذ متلازمة داون مثالًا على التثلث الصبغي عند البشر، وهو اضطراب في النمو ينتج عن نسخة إضافية من الصبغي 21؛ لذلك يسمى الاضطراب أيضًا بتثلث الصبغي 21.
يمكن أيضًا أخذ متلازمة تيرنر مثالًا على أحادية الصبغي لدى البشر، إذ يولد الفرد بصبغي جنسي واحد فقط، وهو الصبغي إكس.

### اختلال الصيغة الصبغية للحيوانات المنوية
قد تؤدي بعض أنماط الحياة لدى الذكور وتعرضهم للمخاطر البيئية والمهنية أو أحدهما فقط إلى زيادة خطر الإصابة باختلال الصيغة الصبغية للحيوانات المنوية. يزداد خطر اختلال الصيغة الصبغية على وجه الخصوص في حال تدخين التبغ والتعرض المهني للبنزين والمبيدات الحشرية والمركبات المشبعة بالفلور. ترتبط زيادة اختلال الصيغة الصبغية بزيادة تلف الحمض النووي في الحيوانات المنوية أغلب الأحيان.

## الشذوذات البنيوية
قد تتحور بنية الصبغي، ويتخذ التحور عدة أشكال:
- الحذف: يُحذف جزء من الصبغي أو يكون مفقودًا. تشمل اضطرابات الحذف المعروفة عند البشر متلازمة وولف هيرشورن، والتي تنتج عن الحذف الجزئي للذراع القصير للصبغي 4؛ ومتلازمة جاكوبسن، وتسمى أيضًا اضطراب حذف طرف الذراع الطويل للصبغي 11.
- التكرار: يتكرر جزء من الصبغي، ما يؤدي إلى إنتاج مادة وراثية زائدة. تشمل الاضطرابات البشرية المعروفة مرض شاركو ماري توث من النوع أيه 1، والذي قد يكون ناجمًا عن تكرار الجين المشفر لبروتين المايلين المحيطي 22 (بّي إم بّي 22) على الصبغي 17.
- الانقلاب: ينكسر جزء من الصبغي، وينقلب رأسًا على عقب، ويُعاد توصيله، وبالتالي تنقلب المادة الوراثية.
- الإدخال: يُحذف جزء من صبغي واحد من مكانه الطبيعي ويدخل في صبغي آخر.
- الانتقال: ينتقل جزء من أحد الصبغيات إلى صبغي آخر. يُقسم الانتقال إلى نوعين رئيسيين:
  - الانتقال التبادلي: يحدث تبادل قطع بين صبغيين مختلفين.
  - الانتقال الروبرتسوني: يرتبط صبغي كامل مع صبغي آخر في القسيم المركزي، يحدث هذا النوع فقط في الصبغيات 13 و14 و15 و21 و22.
- الصبغي الحلقي: ينكسر جزء من الصبغي ويشكل دائرة أو حلقة. قد يحدث ذلك مع فقدان المادة الوراثية أو دون فقدانها.
- الصبغي متساوي الأذرع: يتشكل من نسخة معاكسة طبق الأصل من مقطع صبغي شاملًا القسيم المركزي.

تعرف متلازمات عدم استقرار الصبغيات على أنها مجموعة من الاضطرابات التي تتميز بعدم استقرار الصبغيات وانكسارها. تؤدي هذه المتلازمات أغلب الأحيان إلى ميل متزايد لتطور أنواع معينة من الأورام الخبيثة.

## التوريث
تحدث معظم الشذوذات الصبغية على شكل حادث في خلية البويضة أو الحيوانات المنوية، وبالتالي فإن الشذوذ موجود في كل خلية من خلايا الجسم. مع ذلك، قد تحدث بعض الحالات الشاذة بعد الإخصاب، ما يؤدي إلى الفسيفساء (أي تكون بعض الخلايا شاذة وبعضها الآخر طبيعيًا). قد تكون الشذوذات الصبغية موروثة من أحد الوالدين أو قد تكون جديدة «دي نوفو». لهذا السبب، تُجرى الدراسات الصبغية غالبًا على الآباء حين يُعثر على شذوذ صبغي لدى الطفل. إذا لم يكن الوالدان حاملين للشذوذ الصبغي فهو غير موروث أساسًا؛ ولكنه قد ينتقل إلى الأجيال اللاحقة.

## الشذوذات الصبغية المكتسبة
يمكن أن تتسبب معظم السرطانات، إن لم يكن جميعها، في حدوث شذوذات صبغية، إما عبر تكوين جينات هجينة وبروتينات اندماجية، أو إلغاء تنظيم الجينات وفرط التعبير عن البروتينات، أو كبح الجينات الكابتة للورم (راجع «قاعدة بيانات ميتيلمان» وأطلس علم الوراثة والوراثات الخلوية في علم الأورام وأمراض الدم). علاوة على ذلك، قد تحول بعض الشذوذات الصبغية المتسقة الخلايا الطبيعية إلى خلية ابيضاض الدم كما هو الحال في انتقال الجين، ما يؤدي إلى تعبيره بصورة غير مناسبة.

## اقرأ أيضا
- إنديل
- حذف (وراثة)
- غرز (وراثة)
- طفرة إطار التسطير